# St. Georg (Hanstedt)
Die St.-Georg-Kirche gehört zur evangelisch-lutherischen Kirchengemeinde und ist eine der ältesten Kirchen in der Lüneburger Heide.

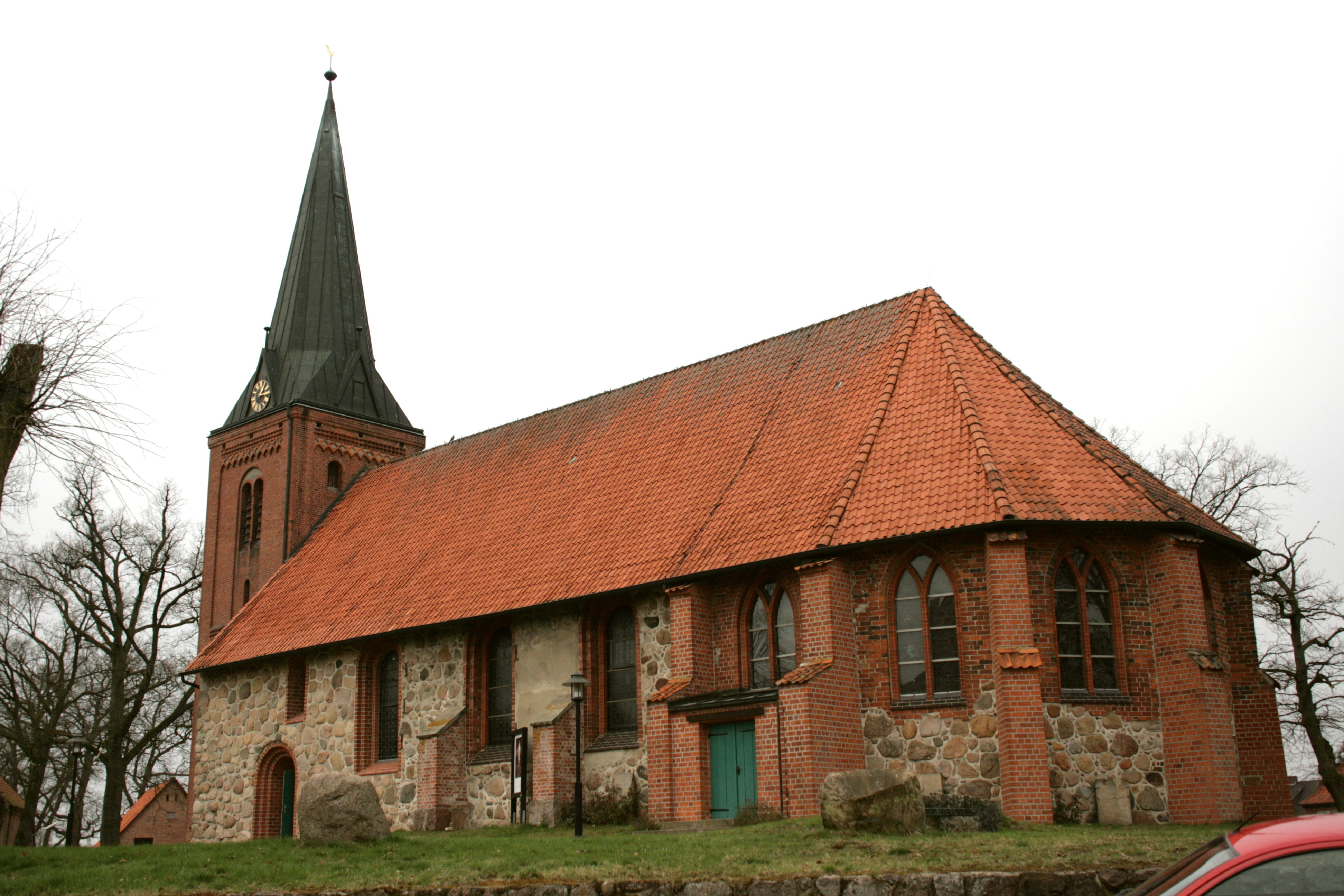
St.-Georgs-Kirche

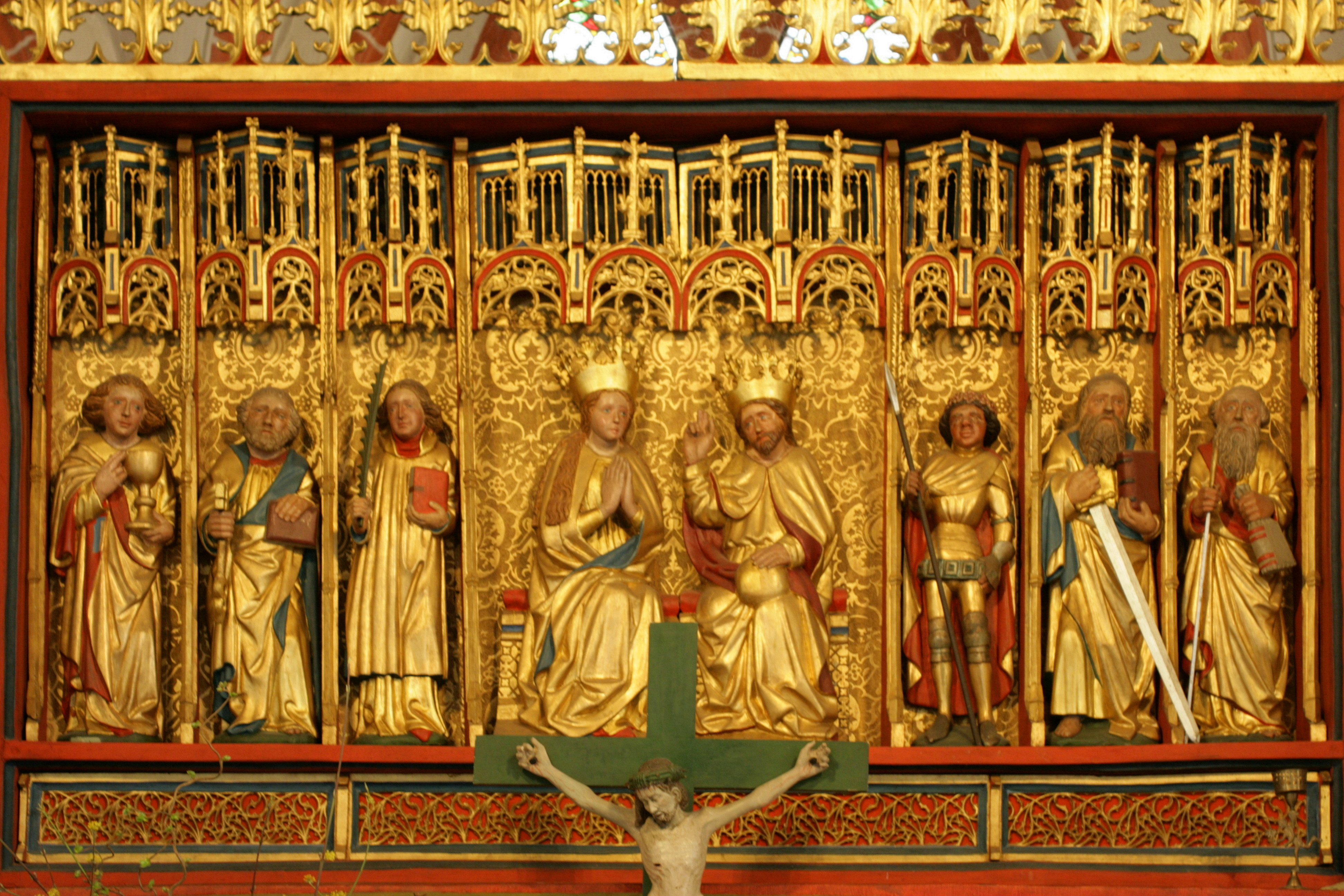
Flügelaltar

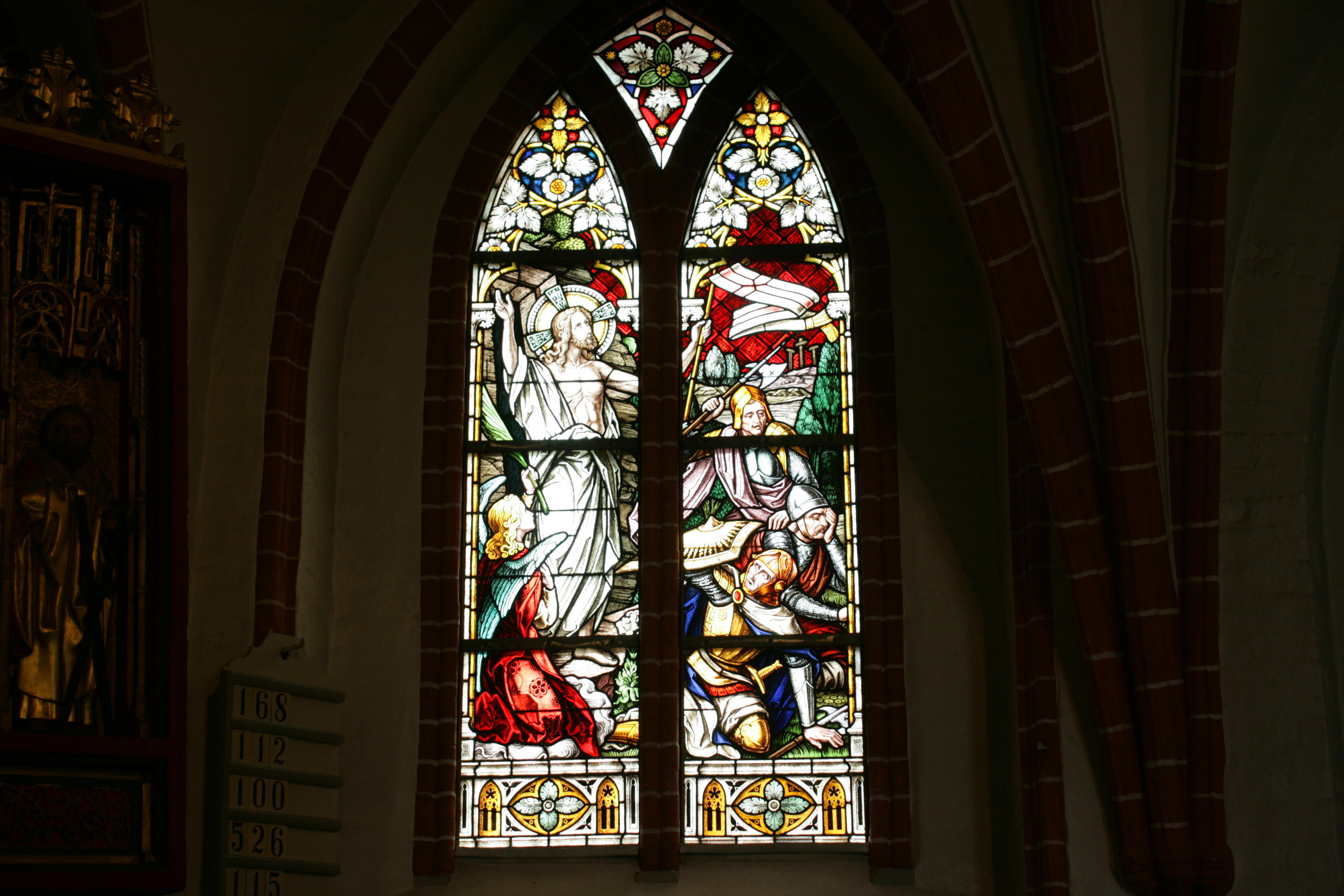
Kirchenfenster

Die Hanstedter Kirche dient als zentraler Mittelpunkt für regionale Gottesdienste und Veranstaltungen. Zur Kirchengemeinde gehören 925 Mitglieder, die unter anderem aus den Dörfern Hanstedt, Allenbostel, Bode, Brauel, Eitzen II, Oechtringen, Teendorf und Velgen kommen.
Die St.-Georg-Kirche befindet sich in der Dorfmitte Hanstedts. Gegenüber der Kirche befindet sich das Missionarische Zentrum.

## Geschichte und Architektur
Der Ursprung der Hanstedter Feldsteinkirche liegt im Jahre 980 n. Chr., als das Kirchenschiff gebaut wurde. An der Decke im Inneren der Kirche findet man diese Jahreszahl. Sie hat ein wuchtiges Feldsteinmauerwerk mit rundbogigen Fenstern. Das Langhaus hat eine Flachdecke und der Chorraum aus gotischer Zeit ein Gewölbe.

### Glockenturm
An Stelle eines alten Wehrturms wurde 1887 ein neuer Turm errichtet. Er birgt je eine Glocke von 1465 und 1844.

### Architektur
Im Chorraum steht ein mit überwiegend Gold verzierter Flügelaltar aus dem 15. Jahrhundert. An der Seitenwand der Kirche hängt ein Abendmahlbild, welches seit der Reformation davor angebracht war. Die Altarstufen sind umgrenzt von einer seltenen Altar-Galerie und die Fenster im Chorraum zeigen Bilder von Geburt, Taufe, Kreuzigung und Auferstehung Jesu. Von 1702 ist die Kanzel, eine schöne Schnitzarbeit des Barock mit Christus, den 4 Evangelisten sowie Petrus und Paulus. Die Orgel wurde von der Werkstatt Emil Hammer Orgelbau (1887/1970) hergestellt.
An der Kirche beginnt der vier Kilometer lange Auferstehungsweg mit Bildern des Künstlers Werner Steinbrecher zu 13 biblischen Ostergeschichte. Der Weg endet an der Ebstorfer Klosterkirche.